# Le Voyage extraordinaire de Samy
Série
Sammy 2
(2012)
Pour plus de détails, voir Fiche technique et Distribution.
Le Voyage extraordinaire de Samy (Sammy's avonturen: De geheime doorgang) est un film d'animation belge-français réalisé par Ben Stassen et sorti en 2010. 
Il a eu une suite, Sammy 2, sortie en 2012.

## Synopsis
Samy, une petite tortue verte, né sur une plage californienne. Il a beaucoup de mal à atteindre la mer. Il se fait attraper par un oiseau mais va s'en sortir avec Shelly, une autre mignonne tortue et ils tombent amoureux. Puis un ami de Shelly lui dit de partir. Samy partira à sa recherche sur cinquante ans d'un incroyable voyage. C'est en chemin qu'il rencontrera Ray, un bébé tortue luth qui va l'aider à retrouver l'amour de sa vie.

## Fiche technique
- Titre flamand: Sammy's avonturen: De geheime doorgang[2]
- Titre français: Le Voyage extraordinaire de Samy
- Titres anglophones: A Turtle's Tale: Sammy's Adventures; Sammy's Adventures: The Secret Passage
- Réalisation : Ben Stassen
- Scénario : Dominic Paris
- Direction artistique : Jeremy Degruson
- Musique : Ramin Djawadi
- Son : Yves Renard et Pierre Lebecque
- Effets 3D : Maximum 3D Immersion et IMAX 3D
- Sociétés de production : nWave Pictures, StudioCanal et Illuminata Pictures
- Budget : 21 000 000 €
- Pays d'origine :  Belgique  France
- Langue originale : flamand, français et anglais
- Genre : animation 3D, aventures
- Format : Couleur - D-Cinema - 2,39:1 - Dolby Digital
- Durée : 85 minutes
- Dates de sortie[2]:
  - Belgique: 4 août 2010
  - France: 3 juillet 2010 (avant-première), 11 août 2010 (sortie nationale)
  - Royaume-Uni: 25 mars 2011
  - États-Unis: 13 juillet 2012

## Distribution

### Voix originales
- Kevin Janssens : Sammy
- Griet Dobbelaere : Shelly
- Mathijs Scheepers : Ray
- Wouter Hendrickx : Opa Sammy (Sammy âgé)
- Sven De Ridder : Pluisje (Alphonse)
- Clara Cleymans : Sneeuw (Snow)
- Sofie Palmers :  Vera / Rita
- Carry Goossens : Slim

### Voix françaises
- Dany Boon : Samy adulte
- Olivia Ruiz : Shelly adulte
- Élie Semoun : Ray adulte
- Guillaume Gallienne : Alphonse (Fluffy) / Captain, le vieux poulpe / le goéland
- Jérôme Pauwels : Robbie
- Marie-Eugénie Maréchal : Snow
- Julie Dumas : Vera
- Annie Milon : Rita
- Valentin Cherbuy : Samy enfant
- Henri Bungert : Ray enfant
- Clara Quilichini : Shelly enfant

Version française : 
Direction artistique : Barbara Tissier

### Voix anglophones
- John Hurt :  Sammy âgé (voix anglaise)
- Stacy Keach :  Sammy âgé (voix américaine)
- Dominic Cooper : Sammy (voix anglaise)
- Billy Unger : Sammy (voix américaine)
- Gemma Arterton :  Shelly (voix anglaise)
- Isabelle Fuhrman : Shelly (voix américaine)
- Robert Sheehan : Ray (voix anglaise)
- Anthony Anderson : Ray (voix américaine)
- Kayvan Novak : Fluffy / Slim / Robbie (voix anglaise)
- Tim Curry : Fluffy  (voix américaine)
- Charlie Adler : Slim (voix américaine)
- Darren Capozzi : Robbie (voix américaine)
- Christine Bleakley : Snow (voix anglaise)
- Melanie Griffith : Snow (voix américaine)
- Anjella Mackintosh : Vera (voix anglaise)
- Kathy Griffin : Vera 	(voix américaine)
- Sohm Kapila : Rita (voix anglaise)
- Roxanne Reese : Rita (voix américaine)
- Geoff Searle : Jacko (voix anglaise)
- Scott Menville : Jacko (voix américaine)
- Benjamin Bishop : Ben (voix anglaise)
- Al Rodriego : Ben (voix américaine)
- Jenny McCarthy : Shelly enfant
- Carlos McCullers II : Ray enfant
- Heather Trzyna : Sally enfant

## Accueil

### Box-office
- Mondial : 43 000 000 $ US
- France : 11 000 000 $ US (1 200 000 entrées)

## Diffusion à la télévision française
| Jour                     | Heure | Chaine |
| ------------------------ | ----- | ------ |
| Jeudi 12 août 2021       | 22h25 | 6ter   |
| Dimanche 30 juillet 2023 | 20h30 | 6ter   |
| Mardi 14 mai 2024        | 21h05 | Gulli  |
| Mercredi 16 juillet 2025 | 21h05 | Gulli  |

## Autour du film

### Produits dérivés
Étant donné que le film se passe dans la mer, plusieurs objets aquatiques seront produits:
- Objets aquatiques:
  - Masques
  - Tubas
  - Maillots de bains
  - Bouées
  - Lunettes
  - Pistolets à eau
- Autres: 
  - Livres 3D
  - Peluches

### Autres
Des passages du film sont diffusés dans des cinémas 4D des parcs d'attractions suivants:
- Bellewaerde
- Parc du Bocasse